# Nationella försvarsarmén
Nationella försvarsarmén är en hinduistisk terrorgrupp i Nepal som säger sig vilja bekämpa "främmande religioner" och återupprätta monarkin.
Gruppen har tagit på sig ansvaret för följande attentat:
- Mordet på en kristen missionär, i juli 2008
- Bombattentatet mot en moské i östra Nepal, 2008
- Utplacerandet av en bomb i en romersk-katolsk kyrka i Lalitpur, i utkanten av Katmandu som lördagen den 23 maj 2009 dödade två gudstjänstbesökare och skadade fjorton.[1]